# Зигмунд II фон Кирхберг
Зигмунд II фон Кирхберг (на немски: Siegmund II von Kirchberg; * 7 май 1531 във Фарнрода; † 31 октомври 1570 във Фарнрода) е бургграф на Кирхберг и господар на Фарнрода в Тюрингия.
Той е син на бургграф Зигмунд I фон Кирхберг (1501 – 1567) и съпругата му Лудмила Шенк фон Таутенбург († 1560), дъщеря на Георг Шенк фон Таутенбург-Фрауенприсниц († 1512) и Анна фон Шлайниц († сл. 1512). Внук е на бургграф Георг I фон Кирхберг († 1519) и втората му съпруга графиня Барбара фон Регенщайн-Бланкенбург († 1529).
Бургграфовете на Кирхберг получават през 15 век дворец Фарнрода, който става тяхна главна резиденция до 1799 г., когато отива обратно на херцог Карл Август фон Саксония-Ваймар-Айзенах.
Зигмунд II фон Кирхберг умира на 31 октомври 1570 г. във Фарнрода на 39 години и е погребан там.

## Фамилия
Зигмунд II фон Кирхберг се жени през април 1559 г. за графиня Доротея фон Мансфелд-Мителорт († 1560), вдовица на чичо му Ханс Шенк фон Таутенбург († сл. 6 август 1551) и на граф Волфганг Зигмунд фон Глайхен-Бланкенхайн († 28 септември 1554), дъщеря на граф Гебхард VII фон Мансфелд-Мителорт (1478 – 1558) и графиня Маргарета фон Глайхен-Бланкенхайн († 1567). Бракът е бездетен.
Зигмунд II фон Кирхберг се жени втори път на 26 април 1562 г. за Сибила фон Изенбург-Бюдинген-Келстербах (* 1юни 1540; † 2 април 1608), дъщеря на граф Антон I фон Изенбург-Бюдинген-Ронебург († 1560) и графиня Елизабет фон Вид († 1542). Те имат децата:
- Вилхелм († 1587)
- Барбара Сибила
- Анна Катарина
- Доротея
- Йохан Хайнрих
- Георг II фон Кирхберг (* 10 януари 1569; † 3 ноември 1641), бургграф на Кирхберг, граф на Сайн-Хахенбург и господар на Фарнрода, женен I. на 9 ноември 1600 г. в Ронебург за графиня Маргарета фон Глайхен-Тона (* 28 май 1556; † 14 януари 1619 във Фарнрода), II. 18 март 1620 г. в Гера за Доротея Магдалена Ройс-Гера (* 25 февруари 1595; † 29 октомври 1646)
- Елизабет Мария
- Зигмунд Антон